# Ikare
Ikare este un oraș din statul Ondo, Nigeria. Anual, pe 20 iunie, în Ikare are loc un festival.